# 病みカワ
病みかわいいとは病んでる事とかわいさが融合した日本のサブカルチャーである。

## 概要
2013年頃に"パステルカラー"や"セーラー服"や"いちごみるく"などの日本主体のかわいい記号を用いたジャンル"ゆめかわいい"がインターネット上、主にプリ画像byGMOやTwitter上でのハッシュタグとしてブームになり、そこに死や精神の病を連想させる病みを融合させた派生ジャンルとしてイラストレーターの江崎びす子氏が同年にキャラクターメンヘラチャンの誕生と同時に提唱しだした事で日本のサブカルチャー、および原宿系のファッションスタイルとして海外にまで広がり定着した。。
包帯や眼帯、薬など医療的アイテムやリストカットをはじめとする自傷行為に使われるカッターナイフ、自殺に使用するピストルや首吊りロープなど死を連想させるモチーフが多い。